# Ryszard Graczyk
Ryszard Graczyk (ur. 7 czerwca 1926 w Nieświeżu, zm. 6 października 2006 w Poznaniu) – polski ornitolog, teriolog i zoolog.

## Życiorys
Absolwent Wydziału Leśnego Uniwersytetu Przyrodniczego w Poznaniu (rocznik 1950). Od początku swojej kariery naukowej był związany z Katedrą Zoologii tego Uniwersytetu gdzie uzyskał specjalizację z zakresu ornitologii, a także wszystkie stopnie naukowe (kolejno w 1963, 1971 i 1977). Jego nauczycielem i mentorem był Jan Bogumił Sokołowski. W wyniku starań Ryszarda Graczyka w 1974 powstała Stacja Doświadczalna Zakładu Zoologii Uniwersytetu Przyrodniczego w Poznaniu.
Osiągnięcia naukowe Ryszarda Graczyka obejmują między innymi przeprowadzenie badań wpływu ptaków owadożernych na ochronę lasu a także badania nad występowaniem i stanem ilościowym kosa (Turdus merula L.) w Polsce oraz występowaniem drozda śpiewaka w miastach Polski. Wykonał również budki lęgowe dla ptaków i nietoperzy z trocinobetonu.
Zmarł 6 października 2006 w Poznaniu. Pochowano go na miejscowym Cmentarzu Junikowo.

## Nagrody i wyróżnienia
Uhonorowany m.in.:
- Krzyżem Kawalerskim Orderu Odrodzenia Polski,

- Odznaką tytułu honorowego „Zasłużony Nauczyciel PRL”,

- Medalem ”Za zasługi w realizacji zadań polskiego łowiectwa”,

- Złotą Odznaką Honorową „Za Zasługi dla Ochrony Środowiska i Gospodarki Wodnej”,

- Złotą Odznaką Honorową „Zasłużony dla ochrony przyrody”,

- Brązowym i Srebrnym Medalem „Za zasługi dla obronności kraju”,

- Medalem 30-lecia Polski Ludowej,

- Medalem 40-lecia Polski Ludowej,

- Odznaką honorową „Za Zasługi w Rozwoju Województwa Poznańskiego”,

- Złotą Odznaką Honorową „Za zasługi w rozwoju województwa pilskiego”,

- Odznaką „Za zasługi dla województwa leszczyńskiego”,

- Odznaką Honorową Miasta Poznania